# Fausto Esparza (1974)
Fausto Marcelino Esparza Muñoz (Guadalajara, 2 juni 1974) is een Mexicaans voormalig wielrenner.

## Carrière
Esparza reed sinds het seizoen 2006 voor zijn "thuisploeg" Tecos de la Universidad Autónoma de Guadalajara. Voor dit team behaalde hij veel ereplaatsen en een boel overwinningen, waaronder twee ritten en het eindklassement van de Ronde van Oaxaca en de nationale tijdrittitel.
In 2007 behaalde hij twee tweede plaatsen in de Ronde van San Luis. In het eindklassement bezette Esparza daar de veertiende plek. Ook in de Ronde van Cuba (vijfde in het eindklassement) en de Ronde van El Salvador, waar hij enkele ereplaatsen behaalde, liet de renner zich zien.

## Belangrijkste overwinningen
2006
3e en 6e etappe Ronde van Oaxaca
Eindklassement Ronde van Oaxaca
 Mexicaans kampioen tijdrijden, Elite

## Ploegen
- 2006 -  Tecos de la Universidad Autónoma de Guadalajara
- 2007 -  Tecos de la Universidad Autónoma de Guadalajara
- 2008 -  Tecos de la Universidad Autónoma de Guadalajara